# Полынь арктосибирская
Полынь арктосибирская, или Полынь таймырская (лат. Artemisia arctisibirica) — вид травянистых растений рода Полынь семейства Астровые, или Сложноцветные (Asteraceae).
Синонимы
- Artemisia neglecta Leonova non Spreng. nom. illeg.
- Artemisia taimyrensis Krasch. ex Ameljcz.

## Ботаническое описание
Невысокое растение с горизонтальным корневищем, густо покрытое длинными, отстоящими волосками, отчего имеет оттенок серовато-зелёного цвета. Вегетативные, листонесущие побеги малочисленные, как и цветоносные, в числе около четырёх каждого вида, высотой от 4 до 16 см.
Нижние и прикорневые листья посажены на удлинённые черешки без ушек. Листовые пластинки яйцевидной или эллиптической формы, дважды перисто-рассечённые, длиной от 2 до 4 см.
Первичные доли листьев перисто-лопастные или перисто-рассечённые, направлены вертикально относительно центральной жилки листа, или по косой к верху, у прикорневых отвёрнуты к основанию.
Соцветие сжатое, длиной от 1 до 3 см. Нижние корзинки могут сидеть на отставленных ножках, другие посажены на укороченные цветоносы или почти без них.
Корзинки полу-шаровидной формы, диаметром от 4 до 7 мм. Венчики густо покрыты волосками. Обёртки из листочков от обратно-яйцевидной формы до почти округлой, тёмно-бурого оттенка, плёнчатые.
Кариотип: 2n = 36,54.
Описанный экземпляр собран в арктической Якутии, в окрестностях Тикси.

## Распространение и местообитания
Произрастает в Сибири, на территории Красноярского края, в бассейне озера Таймыр, в Якутии в низовьях Лены и Колымы. За пределами Сибири встречается на Чукотке.
Селится на сухих южных склонах среди злаков, заселяет разнотравные группировки в ландшафтах похожих на степные.